# Галачинський Богдан Русланович
Богда́н Русла́нович Галачи́нський (позивний «Кіпіш»; 18 квітня 2000, смт Дунаївці, Хмельницька область, Україна — 11 вересня 2022, Богоявленка, Донецька область, Україна) — український доброволець, солдат, учасник російсько-української війни. Воїн-росомаха 68-мої окремої єгерської бригади спеціального призначення Інженерної технічної роти. Указом президента України 170/23, Богдан нагороджений орденом за мужність ІІІ ступеня, загинув від осколкового поранення в ліву скроневу частину голови.

## Нагороди та вшанування
- орден «За мужність» III ступеня (21 березня 2023, посмертно) — за особисту мужність і героїзм, виявлені у захисті державного суверенітету та територіальної цілісності України, вірність військовій присязі під час російсько-української війни[1]